# ورانگ
ورانگ (به لاتین: Vrang) یک منطقهٔ مسکونی در تاجیکستان است که در ناحیه اشکاشم واقع شده‌است. ورانگ ۶٬۵۴۱ نفر جمعیت دارد.